# 电动三轮车
电动三轮车是以蓄电池为动力，电机为驱动的拉货或载人用的三轮运输工具。采用管式大容量、左右衬、深放电、牵引式电瓶，能适应长时间工作连续放电要求。直流串激牵引式有刷或无刷电机以及电机内部调速增力装置保证电动三轮车输出动力的强劲。

## 起源
1881年，法国工程师古斯塔夫·特鲁夫（Gustave Trouvé）发明了世界上第一辆电动三轮车，该电动三轮车以铅酸电池为动力，开创了电动三轮车的先河。随后不断经过创新改造，电动三轮车行业日趋完善，出现以铅酸、镍镉、镍氢电池、锂离子电池、燃料电池作为动力的电动三轮车。

## 特点
电动三轮车运用环保、清洁、转换率高的电力作为驱动，广泛应用于家庭、城乡、个体出租、厂区、矿区、环卫、社区保洁等短途运输领域。 
电动三輪车因其电池的特殊性，具有更强动力与速度，运行噪音小，使用寿命长，调速系统采用无机调速，操作简便。
因其体积小、维护简单，维修方便，价格低廉等特点，可自由穿行于狭小或路况较差的马路。
具有倒车开关，可方便实现倒顺行驶功能，并具有语音提示，在道路狭窄的小巷、胡同非常适用，无论行驶停车均非常方便。
运行过程中无污染，绿色环保，可在夜间电力低谷时充电，充分利用电力资源，有环保节能的社会效益。
但由于电池容量等因素，其充电频繁导致了其无法完全取代传统助动车与摩托车。

## 分类
电动三轮车按用途可分为家用型、货运型、工厂型，以及快遞型。

### 家用型
家用型电动三轮车大部分采用侧轮电机，外置车架。车体无大轴，故载重量轻，在200KG左右，电机为350W-500W，电池为12V20AH，适合家用及作为老年代步工具。另一部分家用型电动三轮车配置有中置电机带大轴，稳定性良好，启动平稳。

### 货运型
货运型电动三轮车分摩托型与机动三轮型。
摩托型电动三轮车配有中置电机带大轴，500W以上电机，载重量在300-600KG，配有倒顺开关与调速系统，最快时速为35KM/H。
机动三轮型电动三轮车多由机动三轮车改装而成，后桥与车厢完全采用机动三轮车配置，载重量一吨以上，直流900W以上电机，可分为带驾驶室与无驾驶室，应运于工厂内装卸散装物料与城市清运垃圾。

### 工厂型
工厂型电动三轮车，使用环境一般较为恶劣，要求电机，电瓶比较耐用，能适应粉尘、高温、崎岖道路等环境。车架用管材厚度在2.5MM以上，后桥直径在78MM以上，焊接采用等离子保护焊，焊接密度高，焊缝抗拉强度大，不易断裂。工厂型电动三轮车主要应运于砖厂、陶瓷厂、化工厂、工程、隧道、环卫等。

### 快遞型三輪車
隨著物流業快速成長，一種介於汽車與二輪摩托車之間的三輪車逐漸興起。此車種具有較高的行駛速度，以滿足快速到貨的都會宅配需求。同時車身較汽車窄，普遍認為比較適合市區巷弄行駛。

## 保养

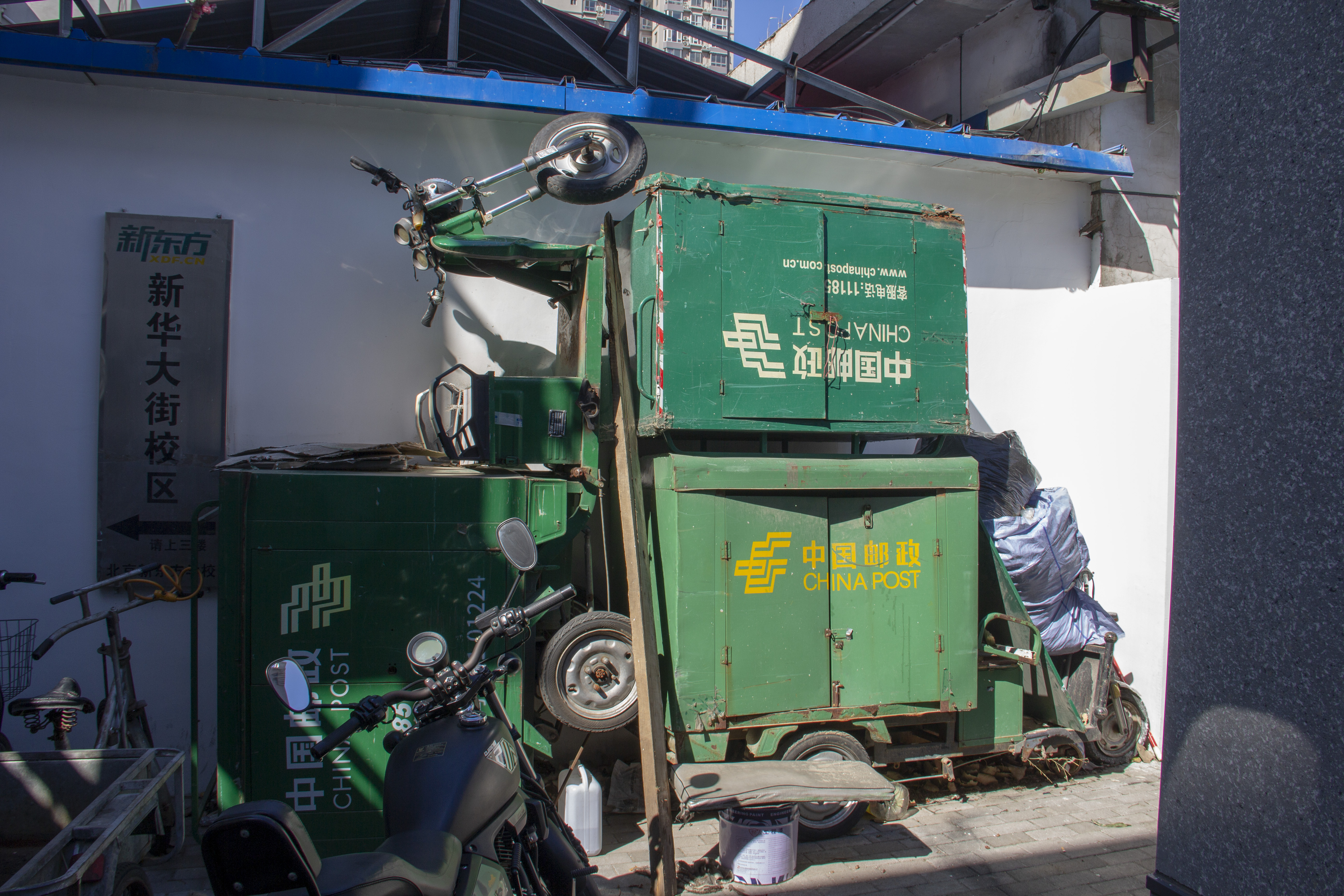
中国邮政废弃的快递三轮车

- 骑行前应检查电池盒是否锁牢，显示面板各灯显示是否正常。
- 雨天行驶在积水路面时，积水深度不超过电动轮中心情况下正常行驶，如行驶路面积水深度超过电动轮中心，将可能使电动轮渗水而造成故障。
- 整车应避免放在空气潮湿、温度过高和有腐蚀性气体的场所，以免使金属零件的电镀油漆表面发生化学腐蚀。
- 避免将整车长时间烈日暴晒和雨淋，以免使控制器内元器件损坏，造成操作失灵，发生意外事故。
- 避免在凹凸不平或陡峭路面行驶，如果振动过大，会造成电器件的接触不良，如遇这种路面，请尽量减速或下车推行为好。
- 冬天骑行时，因为低温使电池组的容量下降，相同的骑行距离，放电深度将加大，用脚踏助力将有利于延长电池的使用寿命。
- 电器控制部分结构复杂，用户不应擅自拆装、修理。如当地充电电压不稳定时，易使充电器保险丝熔断，建议使用交流稳压器。
- 遇到电机启动转把松开车辆仍在通电行驶此种情况应立即关闭电门，并使用脚踏骑行功能，车辆随后应送专业维修部门检修。
- 使用润滑油保养车体的有关传动部件，如：前轴、中轴、飞轮、前叉避震器转动支点等部件每半年至一年进行一次擦洗，按需加黄油或机油。
- 每隔一个月定期检查前后叉、车把、平叉中轴、后减震器、紧固件是否松动，如发现任何一处有松动，到当地指定维修部，由专业人员进行维修。

### 电池保养
电动三轮车的主要动力来源于电池，大部分电动三轮车电池为铅酸蓄电池，故蓄电池的寿命影响着电动三轮车的行驶距离，蓄电池的保养可从以下六个方面入手。
- 正确掌握充电时间：蓄电池以放电深度为60%-70%时充一次电最佳，实际使用时可折算成骑行里程，根据实际情况进行必要充电，避免伤害性充电。
- 严禁存放时亏电：亏电状态是指电池使用后没有及时充电。在亏电状态存放电池，很容易出现硫酸盐化，硫酸铅结晶物附着在极板上，堵塞了电离子通道，造成充电不足，电池容量下降。亏电状态闲置时间越长，电池损坏越重。因此，电池闲置不用时，应每月补充电一次，这样能较好地保持电池健康状态。
- 避免大电流放电：电动车在起步、载人、上坡时，请用脚蹬助力，尽量避免瞬间大电流放电。大电流放电容易导致产生硫酸铅结晶，从而损害电池极板的物理性能。
- 防止暴晒：温度过高的环境会使蓄电池内部压力增加而使电池限压阀被迫自动开启，直接后果就是增加电池的失水量，而电池过度失水必然引发电池活性下降，加速极板软化，充电时壳体发热，壳体起鼓、变形等致命损伤。
- 避免充电时插头发热：充电器输出插头松动、接触面氧化等现象都会导致充电插头发热，发热时间过长会导致充电插头短路，直接损害充电器，带来不必要的损失。所以发现上述情况时，应及时清除氧化物或更换接插件。
- 定期检验：在使用过程中，如果电动车的续行里程在短时间内突然下降十几公里，则很有可能是电池组中最少有一块电池出现断格、极板软化、极板活性物质脱落等短路现象。此时，应及时到专业电池修复机构进行检查、修复或配组,这样便能相对延长电池组的寿命，最大程度地节省开支。